# Barbus humilis
Barbus humilis är en fiskart som beskrevs av George Albert Boulenger 1902. Barbus humilis ingår i släktet Barbus och familjen karpfiskar. Inga underarter finns listade.